# Contea di Pallars
La contea di Pallars faceva parte di un territorio che alcuni cronisti della corte carolingia, durante la prima metà dell'XI secolo, chiamarono Marca di Spagna.

Localizzazione della contea

## Territorio
Questa contea si trovava nell'alto bacino del Noguera Pallaresa, tra la cresta dei Pirenei e il comune di Tremp, comprendendo in particolare la valle di Àneu, quella di Cardós e quella di Ferrera nonché la sponda sinistra della Noguera Ribagorzana e la val di Flamisell.

## Il dominio tolosano
I territori della futura contea furono sottoposti al dominio saraceno, tra il secolo VIII ed il IX secolo, quando i conti di Tolosa, a cominciare da Guglielmo I ed il suo successore, Begone di Tolosa, iniziarono l'occupazione di quei territori, unitamente a quelli della futura contea di Ribagorza.
Le origini del dominio carolingio nella regione corrispondono alla fondazione o al restauro di vari monasteri. quello di Gerri (Monasterio de Santa María de Gerri), nella valle della Noguera Pallaresa, quello di Senterada (Monasterio de San Genís de Bellera), nel Flamisell, e quello di Sopeira (Monasterio de Santa María de Alaón), nel Noguera-Ribagorçana; mentre una disposizione di Carlo Magno concedeva il nuovo territorio alla giurisdizione ecclesiastica dei vescovi di Urgell.
Quando Guglielmo I di Tolosa si ritirò alla vita monastica (806 circa), Begone di Tolosa (806-816) e Berengario I di Tolosa (816-835) esercitarono successivamente la giurisdizione sui territori di Pallars-Ribagorça.
Sembra, tuttavia, che intorno all'833 il conte Galindo I di Aragona, approfittando delle guerre civili nella contea di Tolosa, tra Berengario e Bernardo di Settimania, occupò le terre di Pallars e Ribagorça, fino all'848 circa, quando furono tolte al suo successore, Galindo II di Aragona, dal conte Fredelone di Tolosa (848- 852 circa). Raimondo I di Tolosa (circa 852-863), fratello e successore di Fredelone, nell'863, fu cacciato da Tolosa dal conte di Barcellona Unifredo di Gotia. L'anno dopo, però, prese possesso della contea Bernardo II di Tolosa detto il Vitello (864- 874 circa), che a sua volta sarebbe stato ucciso da Bernardo III detto Piede di Velluto, nipote di Guglielmo I di Tolosa.

## Indipendenza delle contee di Pallars e Ribagorza
La morte violenta di Bernardo II di Tolosa portò a una reazione nelle terre di Pallars-Ribagorça, dove andò al potere una dinastia indipendente da Tolosa, con un conte, Raimondo I di Pallars e Ribagorza, che, secondo il Catalunya Carolíngia, vol. II: Els diplomes carolingis a Catalunya (non consultato) era figlio di Loup Donat, conte di Bigorre e di una donna della casa comitale di Tolosa, Franquilena di Tolosa, figlia del conte Raimondo I di Tolosa.
La politica di Raimondo fu di rendersi indipendente dalla contea di Tolosa, facendo un'alleanza con la dinastia dei Banu Qasi, con Muhammad I figlio di Lope di Saragozza, e nipote di Musa II, il quale, nell'884, cedette a Raimondo la città di Saragozza, che poi fu riconquistata dal generale, Haxim b. ‘Abd al-‘AzÌz, circa dieci anni dopo.

Scudo della contea di Pallars

## La contea indipendente di Pallars
Raimondo morì nel 920 e le contee di Pallars e Ribagorza furono divise:
- la Contea di Ribagorza andò ai figli maggiori, Bernardo e Miro
- la Contea di Pallars andò ai figli minori, Isarno e Lupo

Isarno, il maggiore dei due, era stato associato al governo durante la vita del padre, prima del 904, doveva essere morto intorno al 950, lasciando due figli, Guglielmo ed Ermengarda, che era badessa di Burgal. Guglielmo, forse associato nel governo della contea dal padre, gli premorì intorno al 950, senza discendenza. A sua volta, il conte Lupo, fratello di Isarno, che morì prematuramente, forse intorno al 947, era sposato con Gotruda di Cerdanya, ed avevano quattro figli: Borrell e Raimondo, Suniario e Sunifredo e poi una figlia: Riquilda. Quando Lupo morì i suoi figli erano ancora minorenni per cui Gotruda, in quanto tutrice dei figli esercitò la reggenza della contea fino alla sua morte (960 circa). Da quella data i suoi figli Raimondo II e Borrell I, e più tardi Suniario I, governarono insieme, anche se sembra che Raimondo II, che era il figlio maggiore, occupasse una posizione superiore. Poco dopo il 995, morirono il conte Raimondo II, senza discendenza, e il conte Borrell I, con una numerosa discendenza lasciando erede il figlio maggiore, Ermengol, che fu associato allo zio Suniario I, occupando una posizione secondaria e che morì intorno al 1010, senza discendenza.

## Conti di Pallars
- Raimondo I (772 - 920)
- Isarno I (920 - 953)
- Lupo I (920 - 947)
- Raimondo II (953 - 995)
- Borrell I (953 - 995)
- Ermengol I (995 - 1011)
- Suniario I (953 - 1011)

## Divisione della contea
Divenuto unico conte di Pallars, Suniario I associò i due figli, Raimondo e Guglielmo al governo.

Quando Suniario I, intorno al 1011, morì, i suoi due figli, Raimondo e Guglielmo, si divisero la contea:
- contea di Pallars Jussà a Raimondo III
- contea di Pallars Sobirà a Guglielmo II.

Localizzazione della comarca di Pallars Jussà

## Contea di Pallars Jussà
Era la più popolosa delle due contee di Pallars e aveva la possibilità di espandersi a sud verso Noguera. 

### Territorio
Il territorio comprendeva la valle Flamisell, la riva sinistra della Noguera Ribagorçana e la regione di La Pobla de Segur con il confine aperto verso le terre saracene intorno a Tremp.

### Politica dei conti di Pallars Jussà
Per mantenere la loro indipendenza i conti, fin dall'inizio fecero alterne alleanze, a volte affidandosi ai re di Aragona e altre ai conti di Barcellona. 

Il primo conte fu Raimondo III (1011-1147), a cui seguì, Raimondo IV (1049-98), che, per motivi ereditari e confini territoriali, ebbe disaccordi con il cugino, Artau I della contea di Pallars Sobirà; anche i rapporti con i conti di Urgell non erano molto buoni, ma migliorarono dal 1055 dopo il suo matrimonio con Valença de Tost, figlia del nobile Arnau Mir de Tost. 

I loro figli, Pietro Raimondo I e Arnaldo Raimondo I, governarono insieme fino alla loro morte, avvenuta intorno al 1112. 

A loro succedette il fratello Bernardo Raimondo I (circa 1112-26), che collaborò con Raimondo Berengario III di Barcellona, combattendo contro i Saraceni di Lleida e forse morì nella battaglia di Corbins nel 1126. 

A Bernardo Raimondo I succedette Arnaldo Mir I (1126-74), figlio di Arnaldo Raimondo I e successore di Bernat Ramon I; feudatario del Re d'Aragona, Arnaldo Mir I intervenne nelle trattative in cui il re Ramiro II d'Aragona affidò a suo genero, Raimondo Berengario IV di Barcellona, il governo del regno di Aragona, partecipò alla riconquista di Lleida, e presumibilmente anche alla cattura di Tortosa e alla spedizione ad Almería, nel 1147; fu anche uno dei firmatari del testamento di Raimondo Berengario IV di Barcellona (ottobre 1162) e dell'atto di cessione del regno di Aragona che la regina Peronella fece a favore del figlio Alfonso il Casto (Giugno 1164). In riconoscimento dei suoi servizi, Alfonso il Casto gli affidò il feudo di Fraga.

Il suo successore fu il figlio Raimondo V (1174-77), che, negli ultimi anni, dal padre era stato associato al governo della contea. 

Raimondo V morì prematuramente lasciando sotto la tutela di Alfonso il Casto una figlia, Valença, morta poco dopo senza discendenza. 

La contea passò quindi a Dolce, figlia del conte Bernardo Raimondo I, che, prima del 1192, la cedette alla corona di Aragona.

### Conti di Pallars Jussà

Localizzazione della comarca di Pallars Sobirà

- Raimondo III (1111 - 1149)
- Raimondo IV (1049 - 1098)
- Pietro Raimondo I (1098 - 1112)
- Arnaldo Raimondo I (1098 - 1112)
- Bernardo Raimondo I (1112 - 1126)
- Arnaldo Mir I (1126 - 1174)
- Raimondo V (1174 - 1177)
- Valença (1177 - 1182)
- Dolce (1182 - 1192)

## Contea di Pallars Sobirà
Delle due contee di Pallars era stato il nucleo originale della vecchia contea, ma era la meno ricca e meno popolata. 

### Territorio
Il territorio comprendeva l'alta valle del Noguera Pallaresa e Sort era la capitale comitale

### Dinastia di Pallars
Al momento della divisione il primo conte fu Guglielmo II, a cui succedettero i figli; in questo periodo vi furono dissidi con i cugini conti di Pallars Jussà.
Bernardo III di Pallars Sobirà fu l'ultimo discendente in linea maschile della casata, che morì senza discendenza, lasciando la contea alla sorella Guglielma I di Pallars Sobirà, che in seconde nozze aveva sposato il visconte di Coserans, Ruggero, a cui cedette i diritti della contea.

Conti della dinastia di Pallars:
- Guglielmo II di Pallars Sobirà (1011-1035)
- Bernardo II di Pallars Sobirà (1035-1049)
- Artaldo I di Pallars Sobirà (1049-1081)
- Artaldo II di Pallars Sobirà (1081-1124)
- Artau III de Pallars Sobià (1124-1167)
- Artaldo IV di Pallars Sobirà (1167-1180/1182)
- Bernardo III di Pallars Sobirà (1180/1182-1199)
- Guglielma I di Pallars Sobirà (1199-1229)

### Dinastia di Cominges-Couserans
Ruggero I di Pallars Sobirà continuò ad occuparsi dei suoi possedimenti occitani, lasciando il governo della contea al figlio di primo letto, Ruggero II di Pallars Sobirá, che succedette al padre; la dinastia di Cominges-Couserans governò la contea per circa un secolo, l'ultimo discendente in linea maschile della casata, fu Raimondo Ruggero I di Pallars Sobirà, a cui succedette la nipote, Sibilla I di Pallars Sobirà (figlia del fratello maggiore di Raimondo Ruggero I, Arnaldo Ruggero I di Pallars Sobirà), che sposò Ugo, Barone de Mataplana. 

Conti della dinastia di Cominges-Couserans:
- Ruggero I di Pallars Sobirà (1229-1240)
- Ruggero II di Pallars Sobirà (1240-1256)
- Arnaldo Ruggero I di Pallars Sobirà (1256-1288)
- Raimondo Ruggero I di Pallars Sobirà (1288-1295)
- Sibilla I di Pallars Sobirà (1295-1327)

### Dinastia di Mataplana
Ugo I di Pallars Sobirà divenne conte consorte, alla fine del secolo XIV, divenendo capostipite della casata, che ebbe come ultimo conte di Pallars Sobirà, Ugo Ruggero III di Pallars Sobirà, che, nella guerra civile catalana, si era schierato contro la famiglia reale aragonese, fu combattuto dal re Ferdinando il Cattolico, che diede l'incarico al Viscomte di Vilamur e duca di Cardona, Giovanni Raimondo Folch IV de Cardona di invadere la contea di Pallars Sobirà; dopo la conquista, nel 1491, Ferdinando il Cattolico concedette la contea, divenuta marchesato al Cardona, che la annesse ai suoi domini.

Conti della dinastia di Mataplana:
- Ugo I di Pallars Sobirà (1297-1328)
- Arnaldo Ruggero II di Pallars Sobirà (1328-1343)
- Raimondo Ruggero II di Pallars Sobirà (1343-1350)
- Ugo Ruggero I di Pallars Sobirà (1350-1366)
- Arnaldo Ruggero III di Pallars Sobirà (1366-1369)
- Ugo Ruggero II di Pallars Sobirà (1369-1416)
- Ruggero Bernardo I di Pallars Sobirà (1416-1424)
- Arnaldo Ruggero IV di Pallars Sobirà (1424-1451)
- Ugo Ruggero III di Pallars Sobirà (1451-1491)